# 로톤다 (테살로니키)

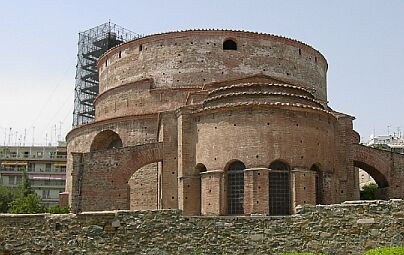
로톤다

로톤다(그리스어: Ροτόντα)는 그리스 테살로니키에 있는 로마 제국 황제 갈레리우스의 무덤이 될 예정이었던 원형 건축물 (로톤다)이다. 150m 남서쪽에는 같은 시기에 지어진 갈레리우스 개선문이 있다.
1988년 테살로니카의 초기 기독교 및 비잔틴 기념물군의 일부로 유네스코 세계유산에 지정되었다.

## 역사
원형의 이 건물은 갈레리우스가 자신의 무덤으로 하기 위해 건축을 명령한 것으로, 306년에 완성되었다. 또한 당시 어떤 신을 모시는 예정이었는지는 전해지지 않았다. 내부는 8곳의 직사각형의 구덩이 (일반적으로 동상 등을 안치하는 곳)가 있고, 그 중 남쪽의 한 곳이 건물의 입구가 있다. 천장은 벽돌로 높이가 30m 정도이며, 거의 수평 모양으로 되어 있다. 당초의 건축 계획은 로마의 판테온과 같은 구형 돔으로 정상에 원형의 오쿨루스가 되는 것이었다.
갈레리우스는 311년에 사망하고 갈레리우스는 현재 세르비아 감지그라드 부근의 로물리아나 유적에 묻혔기 때문에 로톤다는 무덤으로 사용되지는 않았다. 콘스탄티누스 1세에 의해 로톤다는 그리스도 교회로 전환되었다. 교회가 되었기 때문에 로톤다 내부는 모자이크로 장식되어 그 중 극히 일부가 현존하고 있다.
교회로 전환된 4세기부터 1,200년 가까이 지난 후 테살로니키는 오스만 제국의 영토의 일부가 되어 1590년에 모스크로 전환되었다. 미나렛이 추가되어 술레이만 호르타지  에펜디 모스크 (Mosque of Suleyman Hortaji Effendi)로 불리게 된다. 1912년 제1차 발칸 전쟁의 결과로 테살로니키가 그리스 영토의 일부가 되었을 때, 이 시설은 다시 교회로 다시 전환되었지만, 모스크 시대의 미나렛은 철거되지 않고 남겨지게 되었다. 현재 로톤다는 그리스 정부의 문화재 보호 부문의 관리하에 있다.